# Balmazújvárosi FC
El Balmazújvárosi FC es un equipo de fútbol de Hungría que juega en la NBII, segunda división de fútbol en el país.

## Historia
Fue fundado en el año 2011 en la ciudad de Balmazújváros y es propiedad de la compañía Balmazujvaros Sport, como parte de un club multideportivo que cuenta con una sección en balonmano.
En la temporada 2016/17 terminó en segundo lugar de la NB2, con lo que obtuvo en ascenso a la NB1 por primera vez en su historia.

## Entrenadores
- János Szabó (julio de 2014-marzo de 2015)[3][4]
- Ferenc Horváth (junio de 2017-?)[5]
- Balázs Bekő (septiembre de 2018-presente)[1]